# Бихел (Тирингија)
Бихел (њем. Büchel) општина је у њемачкој савезној држави Тирингија. Једно је од 55 општинских средишта округа Земерда. Према процјени из 2010. у општини је живјело 254 становника. Посједује регионалну шифру (AGS) 16068005.

## Географски и демографски подаци
Бихел се налази у савезној држави Тирингија у округу Земерда. Општина се налази на надморској висини од 130 метара. Површина општине износи 6,5 km². У самом мјесту је, према процјени из 2010. године, живјело 254 становника. Просјечна густина становништва износи 39 становника/km².